# Robbert Dijkgraaf
Robertus Henricus (Robbert) Dijkgraaf (ur. 24 stycznia 1960 w Ridderkerk) – holenderski fizyk, urzędnik państwowy i nauczyciel akademicki, profesor Uniwersytetu Amsterdamskiego, były dyrektor Institute for Advanced Study (IAS) w Princeton i były prezes KNAW, od 2022 do 2024 minister edukacji, kultury i nauki.

## Życiorys
Studia z zakresu matematyki i fizyki ukończył na Uniwersytecie w Utrechcie, licencjat uzyskał w 1982, a magisterium w 1986. Na tej samej uczelni doktoryzował się w 1989 na podstawie rozprawy pt. A Geometrical Approach to Two Dimensional Conformal Field Theory, przygotowanej pod kierunkiem profesora Gerardusa ’t Hoofta. Kształcił się również w zakresie malarstwa w Gerrit Rietveld Academie. W pracy badawczej zajął się m.in. w fizyką matematyczną i teorią strun.
W okresie 1989–1991 był pracownikiem naukowym w Institute for Advanced Study. W 1992 został wykładowcą w instytucie matematyki Uniwersytetu Amsterdamskiego, a w 2005 profesorem tej uczelni. W czerwcu 2012 objął stanowisko dyrektora Institute for Advanced Study, instytucją tą kierował do 1 stycznia 2022. Jego badania koncentrowały się na styku matematyki i fizyki cząstek, specjalizował się w fizyce matematycznej oraz w teorii strun. Prace publikował w renomowanych czasopismach. Wśród jego uczniów i współpracowników znalazł się m.in. polski fizyk Piotr Sułkowski. W 1998 wygłosił wykład sekcyjny na Międzynarodowym Kongresie Matematyków.
Członek towarzystw naukowych, m.in. Academia Europaea, Amerykańskiej Akademii Sztuk i Nauk, Amerykańskiego Towarzystwa Matematycznego oraz Amerykańskiego Towarzystwa Filozoficznego. Członek honorowy Holenderskiego Towarzystwa Fizycznego, Królewskiego Holenderskiego Towarzystwa Chemicznego i Royal Society of Edinburgh. Członek Królewskiej Holenderskiej Akademii Sztuk i Nauk, a w latach 2008–2012 przewodniczący tej akademii. Pełnił też funkcję współprzewodniczącego InterAcademy Council, globalnego sojuszu akademii nauk doradzających ONZ i innym organizacjom międzynarodowym. Od 2004 publicysta gazety „NRC Handelsblad”.
W styczniu 2022 w czwartym gabinecie Marka Ruttego jako przedstawiciel ugrupowania Demokraci 66 objął stanowisko ministra edukacji, kultury i nauki. Urząd ten sprawował do lipca 2024.

## Odznaczenia i wyróżnienia
Wielokrotnie wyróżniany nagrodami za osiągnięcia naukowe, laureat m.in. Spinozapremie i Comeniusprijs. W 2012 odznaczony Orderem Lwa Niderlandzkiego III klasy.